# Magdalena de Centelles Riu-sec i Folch de Cardona
Magdalena de Centelles Riu-sec y Folch de Cardona (Oliva, 1529-3 de mayo de 1596) fue una noble del Reino de Valencia del siglo XVI, conocida por sus numerosos títulos y disputas hereditarias.

## Ascendencia y descendencia
Hija de Francisco Gilabert de Centelles Río-seco y Fernández de Heredia y de María Folch de Cardona, hija a su vez de Fernando Folch de Cardona, II duque de Cardona y su esposa Francisca Manrique de Lara. En 1548, se casó con Carlos de Borja Castro, V duque de Gandía y II marqués de Lombay.
La unión del ducado de Gandía y del condado de Oliva hizo de los Borja - Centelles fuesen una de las posesiones más ricas, sino la que más, de todo el reino. De este matrimonio nacieron seis hijos: dos hijos varones y cuatro hijas: Francisco Tomás, futuro VI duque de Gandía y III marqués de Llombai, Pedro, Luis, Alonso, Isabel, Ana y Magdalena. Tres de las hijas ingresaron en el convento de Santa Clara y una de ellas fue abadesa de las descalzas de Oliva.

## Biografía
Magdalena se convirtió en la II marquesa consorte de Lombay, entre 1548 y 1572, y V duquesa consorte de Gandía de 1551 a 1592, tras la renuncia de su suegro, Francisco de Borja, en 1551. Según sus capitulaciones matrimoniales, debía heredar el condado de Oliva si su hermano Pedro de Centelles moría sin descendencia. Aunque Pedro intentó eliminar a sus hermanas de la sucesión en su testamento de 1559, revocó esta disposición en 1562, permitiendo que Magdalena y Carlos tuvieran derechos sucesorios.
A la muerte de Pedro en 1569, comenzaron largos pleitos entre Magdalena y los señores de Almedíjar. En 1581, la primera sentencia adjudicó la baronía de Nules a Clotaldo de Centelles, mientras que Magdalena recibió el valle de Cofrentes. No obstante, la baronía de Nules fue incorporada al patrimonio real en 1582, lo que significó la pérdida definitiva de este señorío para Magdalena.
Magdalena heredó el condado de Oliva tras tener un pleito con sus primos, que reclamaban la sucesión agnaticia del condado. La sentencia definitiva fue dada por la Real Audiencia de Valencia el 21 de julio de 1594. Esta dividió la herencia en tres partes: la baronía de Nules quedaba separada para siempre de los estados de Oliva y fueron adjudicadas a Cristóbal Centelles; junto con el valle de Cofrentes, que fue temporalmente segregado del condado, le correspondió a Francisco; y el condado de Oliva (que era la parte más extensa y rica, con las baronías valencianas y los señoríos de Cerdeña), mantuvo el nombre y título, se adjudicó pro indiviso a las tres hermanas del difunto Pedro. Finalmente, Magdalena recibió el título y las posesiones, que mantuvo hasta su muerte, aunque el 18 de diciembre de 1591 nombró a su hijo Francisco Tomás heredero universal.
Su marido murió en Gandía el 16 de junio de 1592 y tras arreglar los asuntos de herencias con sus hijos, Magdalena de Centelles dejó el palacio Ducal de Gandia a disposición del nuevo duque, y se retiró definitivamente al palacio de los Centelles de Oliva, donde había nacido, muriendo en mayo de 1596.